# HostLink
HostLink是工業网络传输协议，可以和欧姆龙的PLC通訊，或是兩台PLC之間的通訊。HostLink是ASCII的通訊協定，一般是用RS-232或EIA-422的通訊介面。利用此通訊可以在工業環境下，為工業設備燒錄程式或是進行控制。
一筆訊息的最大長度是30字。較長的訊息會用fragmentation（分片）的技術拆分為數個較小的訊息，同一個從站會送出一連串的訊息，可以以此重組完整的回應訊息。控制PLC的電腦可以用HostLink傳輸程序、監控PLC的資料區，以及控制PLC。

## 外部連結
- Hostlink Command Format（页面存档备份，存于）